# ریچارد مای‌لی

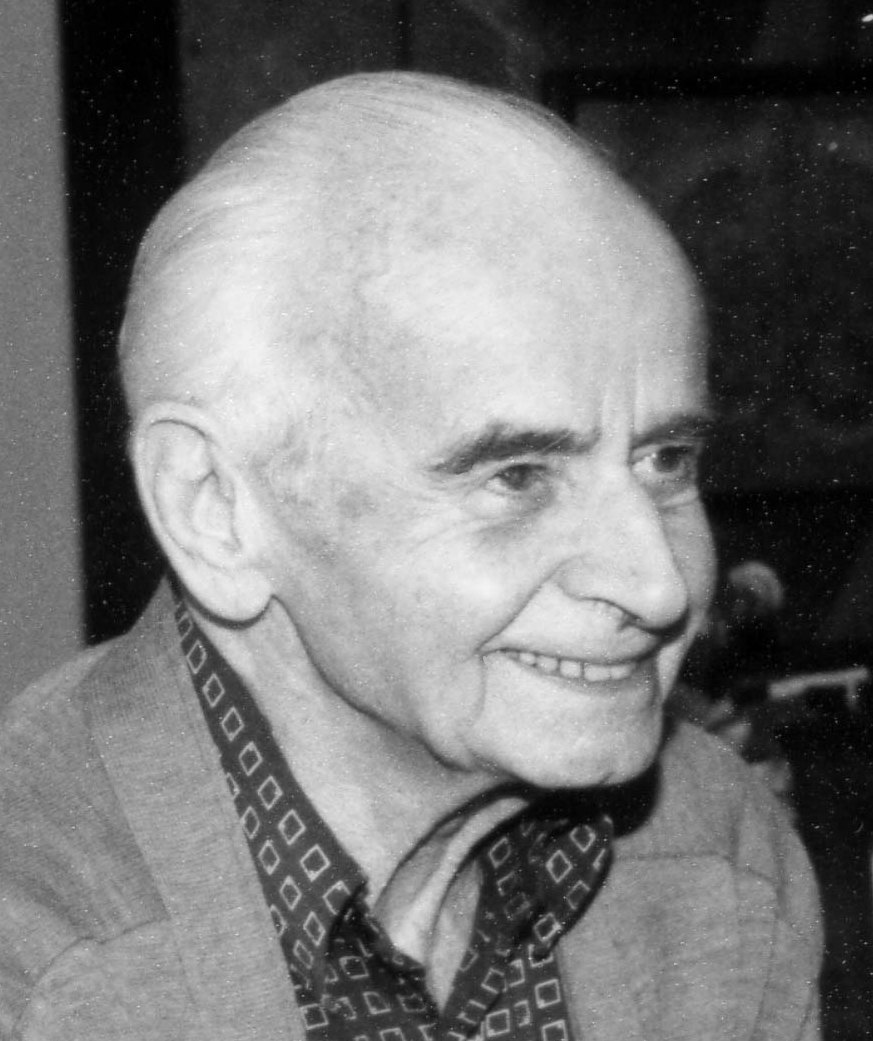
ریچارد مای‌لی

ریچارد مای‌لی (۲۸ فوریه ۱۹۰۰ در شافهاوزن- ۵ ژوئیه ۱۹۹۱ در گوملیگن نزدیک برن) دانشمند مشهور بین‌المللی در زمینه روان‌شناسی عملی، تشخیص، رشد شخصیت و هوش بود.

## زندگی‌نامه
مای‌لی در دانشگاه‌های ینا، برن و برلین تحصیل کرد. وی در برلین شاگرد ولفگانگ کوهلر و کورت لوین (هر دو طرفدار روان‌شناسی گشتالت) و همچنین هانس روپ، استاد روان‌شناسی کاربردی در انستیتوی روان‌شناسی بود.
وی از سال ۱۹۲۶ تا ۱۹۴۱ دستیار مؤسسه JJ Rousseau در دانشگاه ژنو بود. در زمان ادوارد کلپارده با مقاله خود Recherches sur les formes de l'intelligence (تحقیق در مورد انواع هوش) به عنوان مدرس واجد شرایط شناخته شد و جانشین ژان پیاژه شد.
وی از سال ۱۹۴۲ تا ۱۹۴۸ مدیر مؤسسه مشاوره حرفه ای در وینترتور سوئیس بود.
در سال ۱۹۴۹ مای‌لی به عنوان رئیس گروه جدید روان‌شناسی در دانشگاه برن منصوب شد. زمینه‌های اصلی مورد علاقه وی تشخیص، حل مسئله، رشد شخصیت، آموزش اصلاح و هوش بود.
در سال ۱۹۵۳ او موسسه روان‌شناسی دانشگاه برن را تأسیس کرد و تا زمان بازنشستگی در ۱۹۷۰ در آنجا تدریس می‌کرد.

## گزیده آثار
- ساخت، پدیدآیی و تحول شخصیت
- Einführung in die psychologische Diagnostik (مقدمه ای بر آزمایش روان‌شناسی) ۱۹۳۷ (به زبان فرانسوی)
- Analytischer Intelligenztest , AIT، (آزمون تحلیلی هوش) ۱۹۶۶
- Die Struktur der Intelligenz، (ساختار هوش) ۱۹۸۱
- Anfänge der Charakterentwicklung، (رشد اولیه شخصیت) ۱۹۵۷
- Grundlagen der individuellen Persönlichkeitsunterschiede، (مبانی خصوصیات شخصیتی) ۱۹۷۲